# Aaron Moses-Garvey
Aaron Moses-Garvey (Birmingham, 6 settembre 1989) è un ex calciatore nevisiano, di ruolo attaccante.

## Biografia
Moses-Garvey ha deciso di giocare con la nazionale di Saint Kitts e Nevis, che poteva offrire lui maggiori possibilità di giocare all'interno del suo organico al contrario di quella inglese, perché suo padre Lincoln è nato a Saint Kitts.

## Carriera

### Club
Aaron Moses-Garvey è nato il 6 settembre 1989 a Birmingham, e iniziò la sua carriera calcistica con la squadra bianco-blu. Poco dopo è andato in prestito alla squadra Hinkley Inited, segnando 1 gol in una presenza, mentre alla stagione precedente non ha avuto il tempo di debuttare in campo. È rimasto in prestito per un mese per poi tornare a Birmingham per il trattamento di un infortunio ai legamenti del ginocchio. Dopo l'infortunio è tornato a Hinkley segnando il suo primo gol da professionista nella sua prima presenza il 15 novembre segnando il 2-0 contro l'Harrogate Town.
Moses-Garvey ha partecipato alla sconfitta in FA Cup contro il Burscough per poi tornare a Birmingham e chiudere il periodo in prestito.
Nel luglio del 2009 il Birmingham cede al Worcester City il giocatore che viene a sua volta svincolato il 24 luglio dopo un brevissimo spazio di tempo al Worcester.

### Nazionale
Aaron Moses-Garvey ha fatto la sua prima apparizione con la Nazionale di calcio di Saint Kitts e Nevis (essendo originario caraibico, infatti suo padre Lincoln è nato a Saint Kitts) nelle qualificazioni ai mondiali di calcio Under 20 che si sono svolti nel 2007. Segna alla Repubblica Dominicana U-20 nel 2-1 del St. Kitts e Nevis. Quella è stata la prima volta che la Nazionale di calcio di Saint Kitts e Nevis raggiungeva la qualificazione a una competizione FIFA. Al girone finiscono terzi dietro a Messico e Costa Rica Under-20, ma comunque arrivando sopra la Giamaica Under-20, e tornando a Saint Kitts con un'aria cerimoniale.
Nel febbraio 2008, Moses-Garvey debutta nell'undici iniziale con la Nazionale maggiore, perdendo al debutto contro il Belize (3-1).